# Muzeum Ziemi Górnośląskiej
Muzeum Ziemi Górnośląskiej (niem. Oberschlesisches Landesmuseum) w Ratingen (Nadrenia Północna-Westfalia) – niemieckie muzeum prezentujące historię i kulturę Górnego Śląska.

## Historia

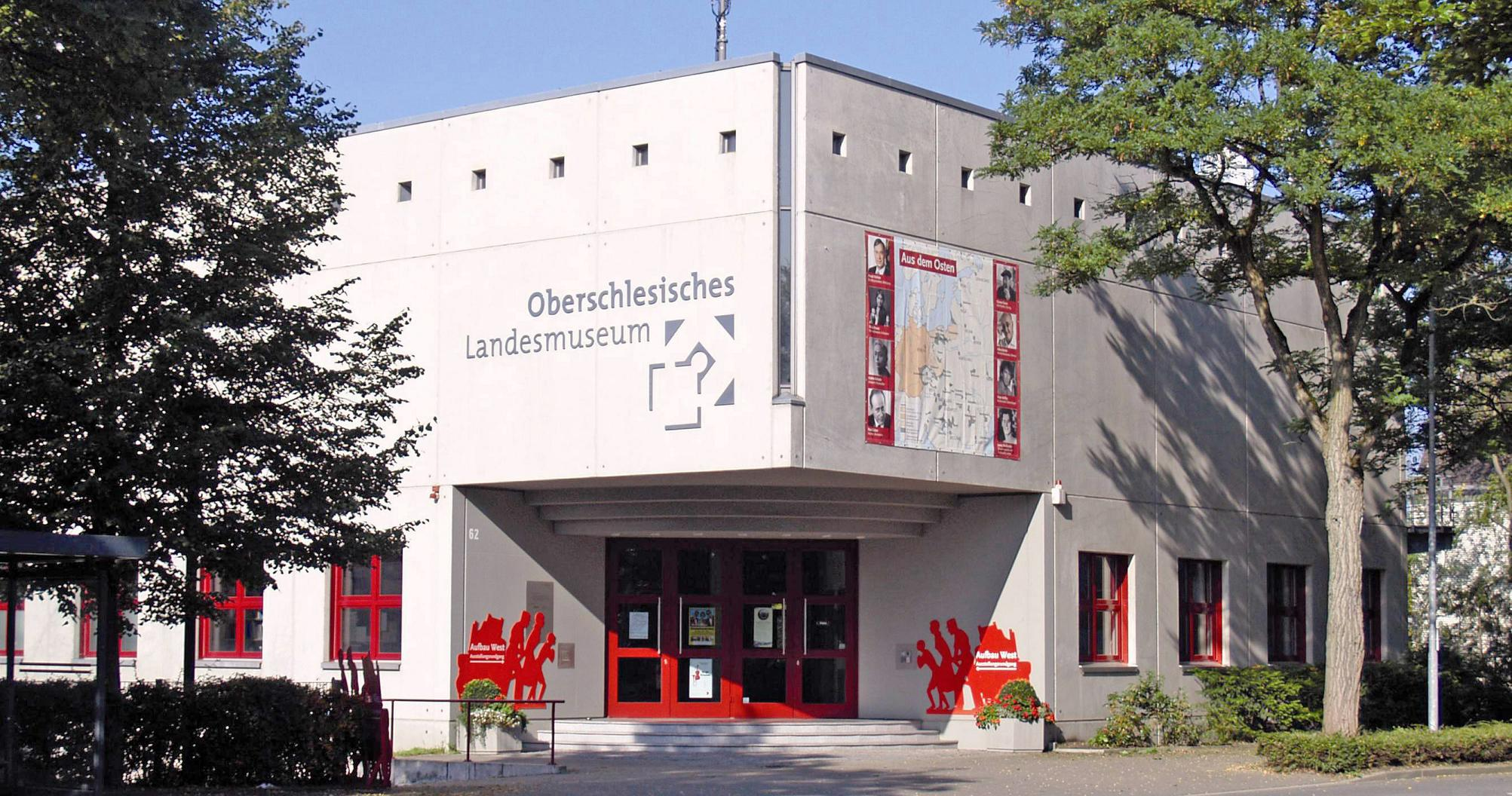
Muzeum Ziemi Górnośląskiej, Ratingen-Hösel, 2007

Muzeum Ziemi Górnośląskiej (Oberschlesisches Landesmuseum) w Ratingen-Hösel zostało otwarte w roku 1983 i jest największym muzeum śląskim w Niemczech Zachodnich. Otwarcia dokonał premier kraju związkowego, Johannes Rau. Muzeum jest współfinansowane przez władze kraju związkowego Nadrenii Północnej-Westfalii, który w 1964 przejął patronat nad żyjącymi tutaj Górnoślązakami. Dzięki wsparciu władz federalnych w 1998 muzeum zostało poszerzone o nowoczesny budynek, składający się z trzech masywnych sześcianów betonowych oraz dwóch lżejszych sześcianów szklanych. Wszystkie bryły przenikają się w centralnym punkcie budynku. Do planu budynku nawiązuje również logo muzeum.

## Koncepcja
Muzeum Ziemi Górnośląskiej w swojej roli jako instytucja historyczno-kulturalna przybliża zwiedzającym historię i kulturę Górnego Śląska oraz informuje o sytuacji obecnie panującej w docelowym regionie. Muzeum współpracuje z niemieckimi, polskimi oraz czeskimi instytucjami kulturalno-naukowymi oraz organizuje wystawy tematyczne i sympozja naukowe. Z początkiem lat 90. XX w. otwarta została biblioteka, której systematyczne rozbudowanie doprowadziło do powstania w 2008 Specjalistycznego Centrum Informacyjnego Śląsk – Morawy – Czechy. Specjalistyczne Centrum Informacyjne wyposażone jest w cenne kolekcje, jak np. mapy historyczne, źródła, edycje dzieł poetów śląskich oraz kompletne zbiory najnowszych roczników polsko- i czeskojęzycznych, wydawanych na Śląsku. Muzeum dysponuje wieloma materiałami, dotyczącymi wielu dziedzin kultury czy gospodarki Śląska oraz graniczącego z nim regionem Czech i Moraw. W zbiorach znajdują się również publikacje literatów (np. Heinz Piontek) lub naukowców (Alois M. Kosler oraz Robert Samulski).

## Działy muzealne

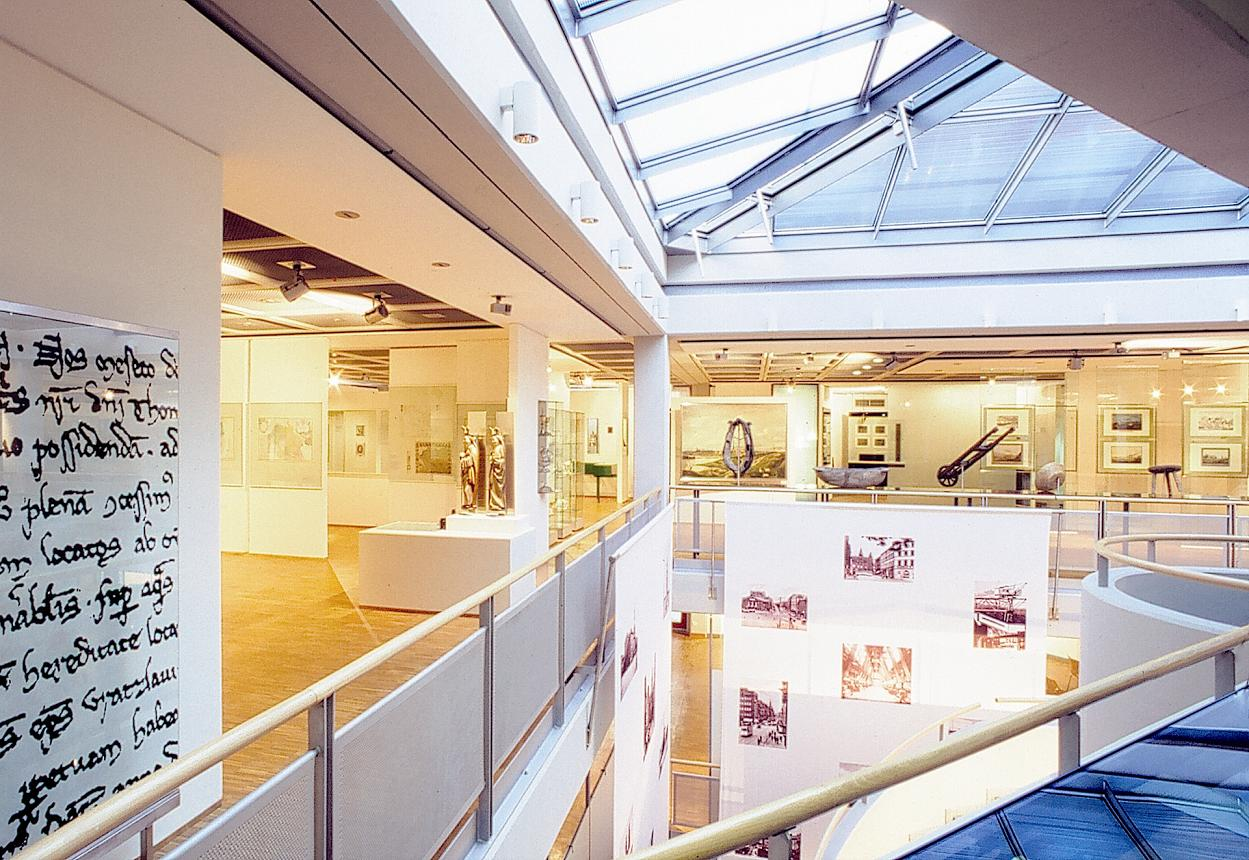
Stała ekspozycja

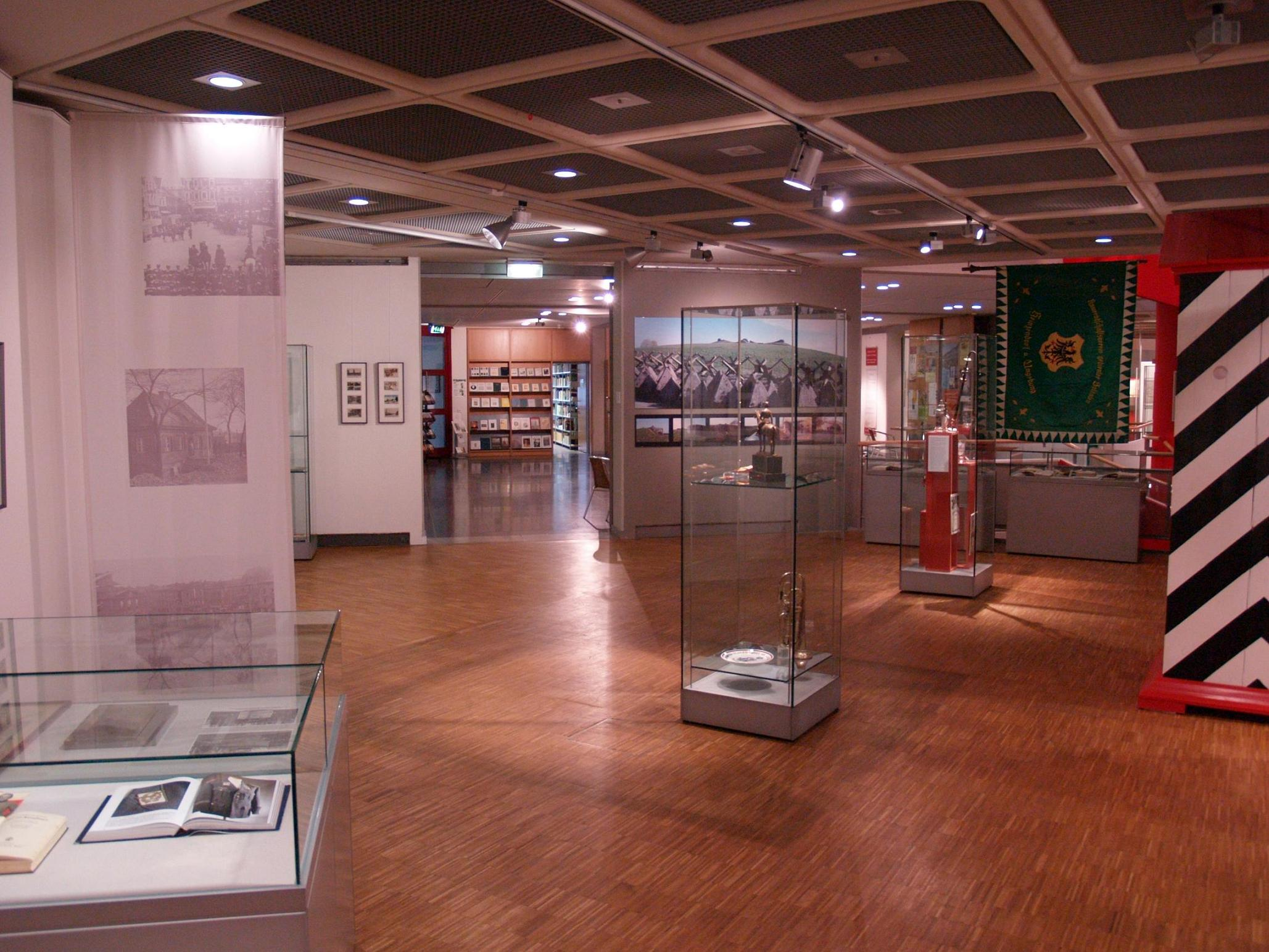
Wystawa czasowa

Wystawy rozmieszczone są na 3 piętrach o powierzchni wystawienniczej 2.000  m². Na pierwszym piętrze znajduje się stała ekspozycja, pokazująca zarys historii i kultury Górnego Śląska. Podzielona jest ona na 3 działy: „Górny Śląsk przed industrializacją”, „Górny Śląsk i przemysł” oraz „Polityka na Górnym Śląsku w XX w.” Prezentowane są tu m.in. mapy i dokumenty historyczne, wyroby rzemieślnicze, cenne fajanse, artystyczne odlewy z żeliwa i tekstylia. Godny uwagi jest nie tylko dział krajoznawstwa (Heimatkunde), ale przede wszystkim dział poświęcony literaturze. Miejsce szczególne zajmuje tu ekspozycja na temat życia i twórczości wybitnego poety epoki romantyzmu, Josepha von Eichendorffa (1788–1857).
Większe wystawy czasowe prezentowane są na parterze, na ok. 500  m², natomiast w dolnej części budynku przedstawiane są mniejsze wystawy czasowe o łącznej powierzchni 175  m². Tam odbywają się również liczne prezentacje, wykłady, spotkania kół naukowych oraz lekcje muzealne. W dalszych pomieszczeniach znajduje się depozyt magazynowy, w którym można złożyć zbiory izb regionalnych, warsztat oraz miejsce na przygotowanie wystaw.

## Działalność
Po przełomie politycznym roku 1989/1990 współpraca partnerska z polskimi i czeskimi instytucjami kulturalno-naukowymi stała się możliwa. W ostatnich latach Muzeum Ziemi Górnośląskiej rozwija swoją działalność na terenie Śląska. Regionem docelowym są oba województwa górnośląskie – województwo opolskie oraz województwo śląskie – oraz po czeskiej stronie Kraj morawsko-śląski.
Muzeum zaprezentowało dotychczas 200 wystaw w Niemczech oraz ok. 50 wystaw za granicą. Tematami ekspozycji były historia, topografia, kultura oraz sztuka górnośląska. Wspólnie z partnerami realizowano ponadto projekty w bliższym otoczeniu muzeum oraz lekcje muzealne. Do większych wystaw należą prezentacje na temat „Kunst und Künstlerkolonien im Riesengebirge“ („Sztuka i kolonie artystów w Karkonoszach”), „Aufbau West. Neubeginn zwischen Vertreibung und Wirtschaftswunder“ („Odbudowa Zachodu. Nowy początek od wypędzeń do cudu gospodarczego“) oraz „Anfang und Ende Preußens in Schlesien. Militärhistorische und baugeschichtliche Streifzüge“ („Początek i koniec panowania pruskiego na Śląsku. Historyczne wędrówki militarno-budowlane”).
Muzeum Ziemi Górnośląskiej wraz z polskimi partnerami przeprowadziło na Górnym Śląsku wspólne wystawy (Albert Ferenz, 2005), organizowało spotkania młodzieżowe (2007) oraz odczyty na temat historii miasta Cieszyn (2008). Prezentowane były także wystawy historyczne, jak np. „Śladami historii. Śląskie miasta forteczne w procesie przemian urbanistycznych“ (2008/2009), która gościła w Jaworze, Kłodzku, Koźlu, Rybniku, Katowicach oraz w Nysie.
Muzeum zorganizowało ponadto w Górnośląskim Okręgu Przemysłowym parę wystaw artystycznych, brało udział w projektach badawczych na temat historii przemysłowej Górnego Śląska oraz procesów przemian w regionie. Muzeum w tej dziedzinie zrealizowało z polskimi i czeskimi partnerami większe przedsięwzięcia. Podstawę realizacji tych projektów stanowi współpraca ze szkołami wyższymi.
Muzeum Ziemi Górnośląskiej współpracuje z muzeami w regionie Nadrenii Północnej-Westfalii. W ciągu 25 lat istnienia zostały przeprowadzone różnorodne wspólne projekty na temat artystów śląskich żyjących w Niemczech, historii i kultury regionu. Wszystkim przedsięwzięciom towarzyszyły lekcje muzealne, dzięki którym młodzież szkolna mogła pozalekcyjnie pogłębić swoją wiedzę powiązaną z tematyką danej wystawy.

## Fundacja

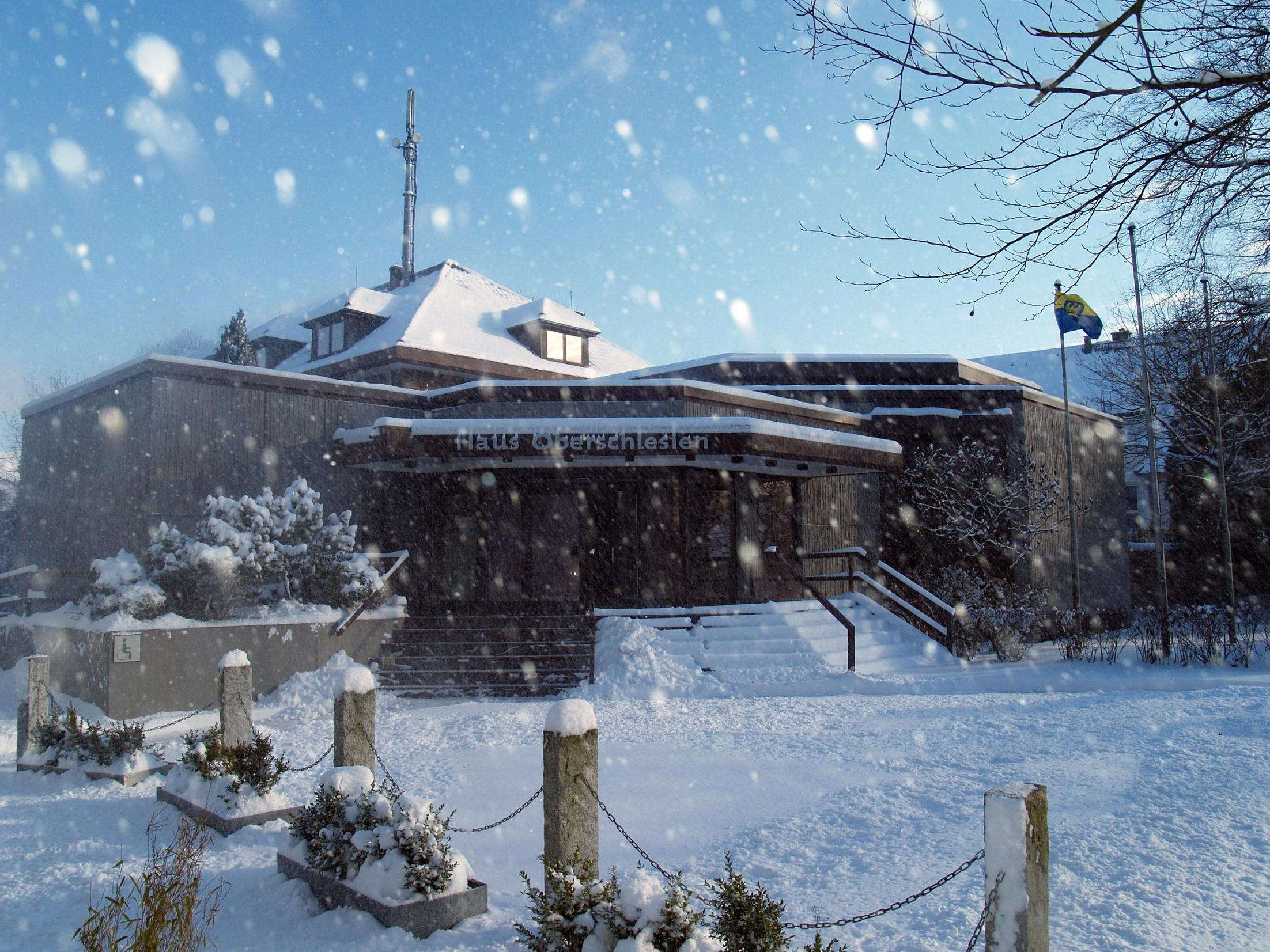
Fundacja "Dom Górnośląski", Ratingen-Hösel, 2009

Organizatorem (osobą prawną) muzeum jest prywatna Stiftung Haus Oberschlesien (Fundacja Dom Górnośląski), założona w 1970.

## Literatura
- Susanne Peters-Schildgen: Baustelle Museum. 25 Jahre Oberschlesisches Landesmuseum in Ratingen (Hösel) – Rückblick und neue Ausstellungsvorhaben. „Silesia Nova. Vierteljahresschrift für Kultur und Geschichte”, Jg. 5, Nr. 3, Dresden–Wrocław 2008, ISSN 1614-7111.